# 雪菜のねがい
『雪菜のねがい』（ゆきなのねがい）は中山文十郎による小説。キャラクターデザイン・イラストは陽気婢。ワニブックス刊。上下巻。

## あらすじ
ある吹雪の日。上条恵は、人生最悪の日を迎えていた。職を失い、自宅への帰り道、恵は願いが叶うという「花の種」を手に入れる。

## 登場人物
- 上条恵（かみじょうめぐみ）
- 雪菜（ゆきな）
- 川井涼子（かわいりょうこ）
- 奥田権一郎（おくだけんいちろう）
- 朝岡りほ（あさおかりほ）

## 書誌情報
- 上 ISBN 4-8470-3315-9
- 下 ISBN 4-8470-3319-1